# Michel Ansermet
Michel Ansermet (ur. 20 lutego 1965) – szwajcarski strzelec sportowy. Srebrny medalista olimpijski z Sydney.
Specjalizował się w strzelaniu z pistoletu. Brał udział w dwóch igrzyskach olimpijskich (IO 96, IO 00). W 2000 był drugi na dystansie 25 metrów w pistolecie szybkostrzelnym. 